# Nicu Dimitriu
Nicu Dimitriu, pe numele real Niculae Dimitriu, (n.  ?) a fost un actor român de teatru, care a fost distins cu titlul de artist emerit.
A activat la Teatrul National „I. L. Caragiale” din București.

## Distincții
- Ordinul Muncii clasa a III-a (23 ianuarie 1953) „pentru merite deosebite, pentru realizări valoroase în artă și pentru activitate merituoasă”[1]
- titlul de Artist emerit al Republicii Populare Romîne (3 noiembrie 1956) „pentru merite deosebite în activitatea artistică”[2]